# 1194 en santé et médecine
| Années de la santé et de la médecine : 1191 - 1192 - 1193 - 1194 - 1195 - 1196 - 1197    |
| Décennies de la santé et de la médecine : 1160 - 1170 - 1180 - 1190 - 1200 - 1210 - 1220 |

Cet article présente les faits marquants de l'année 1194 en santé et médecine.

## Événements
- Chartre aumônière d'Éléonore, comtesse de Valois, qui comporte d'importantes donations aux lépreux de La Ferté-Milon, de Largny-sur-Automne, de Houllon, près Mareuil, et de Crépy-en-Valois[1].
- « Les religieux de Citeaux renv[oient] de jure les novices démontrés lépreux par l'épreuve », mais c'est selon une disposition générale à l'égard des lépreux « qui ne vise pas la contagion, mais l'aggravation des charges qui pourrait résulter de leur entretien[2] ».

## Fondations
- Fondation de la léproserie du Chartrage à Mortagne, par Geoffroy III, comte du Perche[3].
- Fondation de la léproserie d'Avallon, en Bourgogne, établissement qui sera réuni au collège de la ville en 1555, et dont les bâtiments accueillent aujourd'hui le musée de l'Avallonnais[4].
- 1193 ou 1194 : une léproserie Saint-Lazare est attestée à Semur, en Auxois[5].

## Publication
- Averroès publie la deuxième version de son Kitab al-kulliyat fil-tibb (« Livre des généralités sur la médecine »), également connu sous le titre de Colliget et dont la première version date de 1166[6].

## Naissances
- Jacob Anatoli (en) (mort en 1256), médecin juif de Marseille, auteur en 1231-1232 d'une traduction de l'arabe en hébreu des commentaires par Averroès de la Logique d'Aristote et de l'Introduction aux Catégories d'Aristote de Porphyre[7].
- Nahmanide (mort en 1270), exégète, poète, philosophe, kabbaliste et médecin juif catalan émigré en Palestine [8].
- Vers 1194[9] ou en 1203[10] : Ibn Abi Usaybi'a (mort en 1269[10] ou 1270[9]), médecin damascène, historien de la médecine.